# Nutrexpa
 (août 2008).
Si vous disposez d'ouvrages ou d'articles de référence ou si vous connaissez des sites web de qualité traitant du thème abordé ici, merci de compléter l'article en donnant les références utiles à sa vérifiabilité et en les liant à la section « Notes et références ».
Nutrexpa était un géant de l'agroalimentaire espagnol fondé en 1940 à Barcelone par José Ignacio Ferrero et José María Ventura.
L'entreprise possédait plusieurs marques tel que ColaCao ou encore La Piara (es). 
Ayant réalisé le plus de profit en 2008 sur le marché espagnol, l'entreprise disparait en 2015 et est remplacée par Adam et Idilia Foods.